# Coelioxys manilae
Coelioxys manilae là một loài Hymenoptera trong họ Megachilidae. Loài này được Ashmead mô tả khoa học năm 1904.